# Aeroporto di Biała Podlaska
L'Aeroporto di Biała Podlaska (IATA: BXP, ICAO: EPBP) è un aeroporto polacco situato a 34 km ad ovest di Terespol. Già aeroporto militare, l'aeroporto è privo di voli civili. Attualmente è sotto modernizzazione e siccome l'area è priva di aeroporti, si è pensato di aprirlo ai voli civili.